# Antonín Kučera (pedagog)
Antonín Kučera (* 14. února 1971 Znojmo) je český informatik, profesor Fakulty informatiky Masarykovy univerzity v Brně. Zabývá se algoritmickými aspekty stochastických her a aplikacemi teorie her ve formální verifikaci a umělé inteligenci. Od ledna 2017 je členem Vědecké rady oboru Computer Science Nadačního fondu Neuron.

## Ocenění
- Talent 97 (1998, Ministerstvo školství, mládeže a tělovýchovy České republiky)
- Friedrich Wilhelm Bessel Research Award (2016, Alexander von Humboldt Foundation)